# 근대 그리스 문학
다음은 근대 그리스 문학에 대한 설명이다.
오스만 터키의 압제하에 있었던 그리스에서는 18세기 말에서 19세기에 걸쳐 독립운동의 조직화와 거의 때를 같이하여 근대문학이 대두했다.
그 중심이 된 것은 민중의 독립투쟁을 노래한 솔로모스(1798-1857)를 비롯한 그리스 서안의 이오니아 제도 출신의 시인들로서 이들은 민요 속에서 살아 있는 언어를 찾아내어 문학용어에의 승화를 시도했다. 일상언어에서 동떨어진 고풍의 순정어(純正語)를 배제하고 구어인 민중어를 전파시키려는 솔로모스 등의 노력은 그 후 고전과의 유대를 중시하는 보수파의 저항에 부딪쳐 한때 좌절되나 프시하리스(1854-1929)가 나타나 언어학적 견지에서 민중어의 정당성을 주장하기에 이르러 겨우 민중어의 지위가 확립됐다.
산문작가로는 단편에 뛰어난 파파디아만티스(1851-1911), 제1차 세계대전 후의 반전 작품<묘지에서의 생활>(1924)로 각광을 받은 미리빌리스(1892- ? ), 아테네의 시민사회 등을 묘사한 여러 희곡 및 소설로 후세에 큰 영향을 끼친 크세노폴로스(1867-1951) 등이 유명하다.
시인으로서는 서정시의 기교에 뛰어나고 문예비평의 영역에서도 활약하여 그리스 국민의 정신적 지도자로서 이름이 높았던 팔라마스(1859-1943), 알렉산드리아에 살았기 때문에 본국의 국어문제에 구애되지 않고 독자적 입장에서 헬레니즘, 비잔틴 문화의 성쇠를 노래한 카바피스(1863-1933), 신화적 종교관을 제시한 시켈리아노스(1884-1951), 서구 현대시의 영향을 받으면서 현대 그리스를 뒤덮는 지난 날의 영광의 중후성을 다루어 1963년 노벨상을 받은 세페리스(1900-1971) 등을 들 수 있다.
그러나 근대 그리스의 작가들은 일반적으로 지방색을 탈피하지 못하고 있으며, 외국에서도 널리 읽혀지고 있는 작가로는 시인이자 소설가인 카잔자키스뿐이다.

## 같이 보기
- 그리스 문학